# Sacrée Famille
Sacrée Famille ou Sacrée Génération (Family Ties) est une série télévisée américaine en 180 épisodes de 22 minutes, créée par Gary David Goldberg et diffusée entre le 22 septembre 1982 et le 14 mai 1989 sur NBC.
En France, la série a été partiellement diffusée à partir du 20 septembre 1987 sur La Cinq sous le titre Sacrée Génération. Rediffusion sous le titre Sacrée Famille à partir du 11 mai 1992 dans le Club Dorothée sur TF1. Rediffusion en 1995 sur AB Channel 1.

## Synopsis
Cette sitcom met en scène un couple d'anciens hippies, Steven et Elyse, confronté à leurs trois enfants, très conservateurs, particulièrement leur fils Alex, un républicain ambitieux...

## Distribution
- Michael J. Fox (VF : Luq Hamet) : Alex Keaton
- Meredith Baxter (VF : Céline Monsarrat) : Elyse Keaton
- Michael Gross (VF : Jean-Luc Kayser) : Steven Keaton
- Justine Bateman (VF : Valérie Siclay) : Mallory Keaton
- Tina Yothers (VF : Martine Reigner puis Alexandra Garijo) : Jennifer Keaton
- Brian Bonsall : Andrew Keaton
- Marc Price (VF : Jérôme Berthoud) : Irwin « Skippy » Handleman
- Tracy Pollan (VF : Sophie Gormezzano) : Ellen Reed
- Scott Valentine : Nick Moore
- Courteney Cox : Lauren Miller

## Générique
« Without Us :
I bet we been together for a million years, 
And I bet we'll be together for a million more. 
Oh, It's like I started breathing on the night we kissed, 
And I can't remember what I ever did before. 
What would we do baby, Without Us? 
What would we do baby, Without Us? 
And there ain't no nothing we can't love each other through. 
What would we do baby, Without Us? 
Sha la la la »

## Note
En 1984, Michael J. Fox, alors toujours sous contrat avec la série, a tourné parallèlement le film Retour vers le futur sous la direction de Robert Zemeckis (ce dernier avait à l'origine engagé Eric Stoltz pour le rôle de Marty McFly avant de le remercier au bout de cinq semaines de tournage). Ainsi il travaillait sur la série la journée puis sur le film la nuit. Quatre ans plus tard, Fox a également tourné à la fois la série et Retour vers le futur 2, 
ayant tout de même plus de disponibilité pour le film, Sacrée Famille étant sur le point de s'arrêter.